# 韋駄天

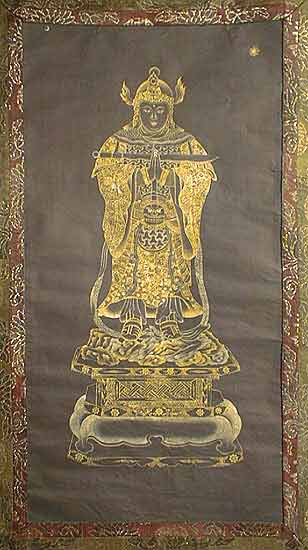
韋駄天

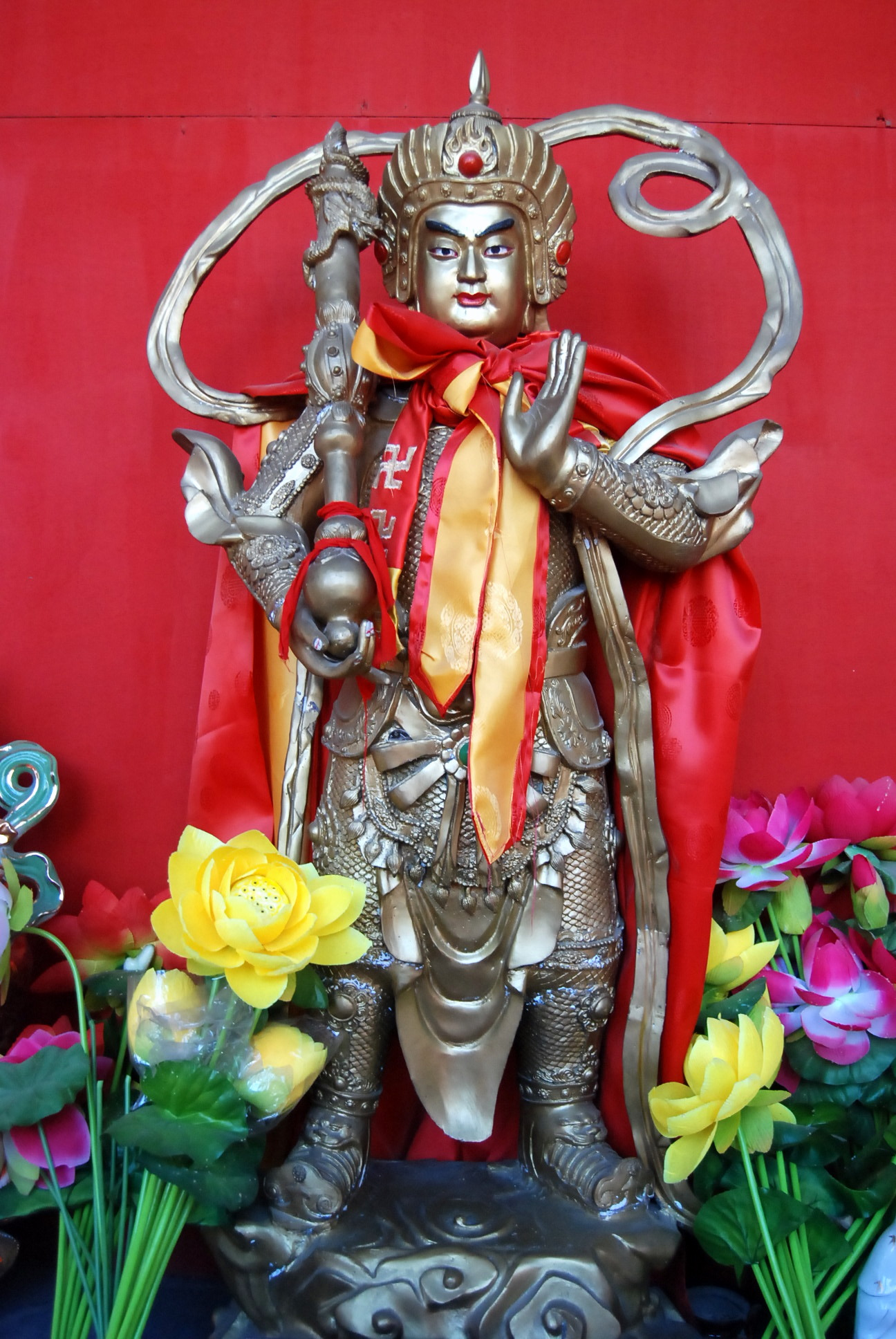
韋駄天像（北京・妙応寺）

韋駄天（いだてん、梵: Skanda音写：塞建陀、私建陀、別表記：違駄天）は、仏教において天部に属する神である。韋陀、韋天将軍とも言われる。
増長天の八将の一神で、四天王下の三十二将中の首位を占める天部の仏神。特に伽藍を守る護法神とされ、中国の禅寺では四天王、布袋尊とともに山門や本堂前によく祀られる。日本の禅宗では厨房や僧坊を守る護法神として祀られる。また小児の病魔を除く神ともいわれる。密教の曼荼羅では護世二十天の一尊として西方位に配される。

## 由来
ヒンドゥー教の神スカンダ（Skanda）が仏教に入って仏法の護法神となったもの。義浄訳の『金光明最勝王経』「大弁才天女品」第十五に塞建陀天として、また『金光明経』「鬼神品」第十三に違駄天として記述がある。シヴァ神の子とされる。
元来は Skanda を音写して塞建陀天または私建陀天と漢訳されたが、建駄天とも略記され、『金光明経』「鬼神品」第十三中の誤写によって建駄天が違駄天となり、さらには道教の韋将軍信仰と習合して韋駄天と称されるようになった。

## 像容
一般的には道教の韋将軍信仰と習合した影響で、唐風の甲冑をまとって剣を持つ若い武将の姿で描かれることが多い。元来はスカンダに由来するため、六面十二臂の少年神で孔雀に乗る。六面の由来は、大自在天（シヴァ）の次男だが六人の乳母に育てられたためといわれる。

## 俗信
捷疾鬼が仏舎利を奪って逃げ去った時、これを追って取り戻したという俗伝から、よく走る神、盗難除けの神として知られる。転じて、足の速い人の例えにされ、「韋駄天走り」などといわれる。しかしこれはあくまでも俗説である。おそらくは『涅槃経』後分に帝釈天が、仏の荼毘処に至って二牙を拾得したが、二捷疾羅刹のために一牙を奪われたという記述に起因するものであるといわれる。
韋駄天が釈尊のために方々を駆け巡って食物を集めたとの俗信に由来して、「御馳走（）」という言葉が出来た。

## 真言
オンイダテイタモコテイタソワカ

## 寺院
- 萬福寺（京都府宇治市）
- 乙津寺（岐阜県岐阜市） - 重要文化財
- 泉涌寺舎利殿（京都市東山区） - 重要文化財
- 宝林寺（群馬県邑楽郡）